# دانشگاه مانت مری
دانشگاه مانت مری یک دانشگاه خصوصی زنان کاتولیک رومی در میلواکی، ویسکانسین است. این دانشگاه در سال ۱۹۱۳ توسط خواهران مدرسه نوتردام تأسیس شد و اولین کالج کاتولیک چهار ساله ویسکانسین برای زنان بود. امروزه این دانشگاه در مقطع کارشناسی به زنان و در مقطع کارشناسی ارشد به زنان و مردان خدمات می‌دهد. این دانشگاه مدارک لیسانس را در بیش از ۳۰ رشته دانشگاهی و همچنین هشت رشته کارشناسی ارشد و دکترا ارائه می‌دهد. برنامه‌های گواهی پس از لیسانس نیز ارائه می‌شود. دانشگاه مانت مری توسط کمیسیون آموزش عالی انجمن کالج‌ها و مدارس مرکزی شمال تأیید شده‌است.

### روسا
افراد زیر به عنوان رئیس دانشگاه مانت مری خدمت کرده‌اند:
- مادر ام. سرافیا مینگس، SSND (1913-1922)[۶]
- مادر M. Angela Schott, SSND (1922-1929)[۶]
- ادوارد فیتزپاتریک (1929-1954)[۷]
- خواهر مری جان فرانسیس شوه، SSND (1954-1969)[۸]
- خواهر مری نورا باربر، SSND (1969-1979)[۹]
- خواهر الن لورنز، SSND (1979-1987)[۱۰]
- خواهر روث هولنباخ، SSND (1987-1995)
- سالی ماهونی (رئیس‌جمهور موقت، 1995-1997)[۱۱]
- پاتریشیا اودونگو (1997-2006)[۱۲]
- لیندا تیم (2006-2008)[۱۳]
- آیلین شوالباخ (2009–2017)[۱۴]
- کریستین فار (2017–2022)[۱۵]
- ایزابل چرنی (۲۰۲۲–اکنون)